# Hot Leg support tour November 2008
Hot Leg support tour November 2008 var en turné av och med det brittiska rockbandet Hot Leg. Turnén pågick mellan den 4 november och 24 november. Gruppen var under de första fyra spelningarna förband till det amerikanska rockbandet Alter Bridge. De tre avslutande konserterna med Alter Bridge fick dock ställas in då sångaren Justin Hawkins fått halsproblem. Den 14 november var gruppen tillbaka igen och var de resterande konserterna förband till den amerikanska hårdrocksgruppen Extreme.
Den 24 november var det 17 år sedan sångaren i Queen, Freddie Mercury, dog. Som en hyllning till Mercury avslutade Extreme turnén med ett potpurri av Queensånger tillsammans med bland annat Justin Hawkins och Pete Rinaldi.

## Låtlista
Detta var en typisk låtlista för denna turné. I Believe in a Thing Called Love spelades också, dock inte under alla konserter.
1. "Theme From Hot Leg"
2. "Chickens"
3. "Trojan Guitar"
4. "Heroes"
5. "Prima Donna"
6. "I've Met Jesus"
7. "Cocktails"
8. "Do It in the Dark"

## Datum
| Datum            | Arena                     | Stad        | Land      |
| ---------------- | ------------------------- | ----------- | --------- |
| Storbritannien   |                           |             |           |
| 4 november 2008  | Academy                   | Sheffield   | England   |
| 5 november 2008  | Academy                   | Glasgow     | Skottland |
| 7 november 2008  | University of East Anglia | Norwich     | England   |
| 8 november 2008  | Brixton Academy           | London      | England   |
| 14 november 2008 | Academy                   | Leeds       | England   |
| 15 november 2008 | Academy                   | Glasgow     | Skottland |
| 17 november 2008 | City Hall                 | Newcastle   | England   |
| 18 november 2008 | Academy                   | Manchester  | England   |
| 20 november 2008 | Centre                    | Newport     | Wales     |
| 21 november 2008 | Guildhall                 | Southampton | England   |
| 23 november 2008 | Academy                   | Birmingham  | England   |
| 24 november 2008 | Astoria Theatre           | London      | England   |

### Inställda datum
| Datum            | Arena     | Stad          | Land    |
| ---------------- | --------- | ------------- | ------- |
| Storbritannien   |           |               |         |
| 9 november 2008  | Apollo    | Manchester    | England |
| 11 november 2008 | Civic     | Wolverhampton | England |
| 12 november 2008 | Rock City | Nottingham    | England |

## Medverkande
- Justin Hawkins - gitarr, sång
- Pete Rinaldi - gitarr, kör
- Samuel Stokes - bas, kör
- Darby Todd - trummor